# جون ودورث
جون ودورث هو محامي وقاضي وسياسي أمريكي، ولد في 12 نوفمبر 1768 في Schodack, New York ‏ في الولايات المتحدة، وتوفي في 1 يونيو 1858. انتخب النائب العام لنيويورك ‏ (3 فبراير 1804 – 18 مارس 1808) وانتخب عضو جمعية ولاية نيويورك ‏ وانتخب عضو مجلس ولاية نيويورك ‏.